# 靖国丸
靖国丸（やすくにまる、靖國丸）は日本郵船の貨客船。長崎にある三菱重工業長崎造船所によって1930年に竣工した。船名は靖国神社に由来する。同名の船（例：山下汽船の「靖国丸」。1915年に地中海でドイツ軍が撃沈）は存在したが当船とは関係はない。
以下、トン数表示のみの船舶は日本郵船の船舶である。

## 建造
日本郵船が運航する、横浜から名古屋、大阪、神戸、門司、上海、基隆、香港、シンガポール、ペナン、コロンボ、アデン、ポートサイド、ナポリ、マルセイユ、ジブラルタルを経由しロンドン、そこからアントワープ、ロッテルダム、ハンブルクを経由してロンドンに戻り、そこからジブラルタル、マルセイユ、ナポリ、スエズ、コロンボ、シンガポール、香港、基隆、上海、神戸、大阪を経由し横浜へ戻るという周遊航路となっている欧洲航路では、大正時代に建造されたH型と通称される「箱根丸」級貨客船4隻を始め、11隻の貨客船が就航していた。このうち、「賀茂丸」（8,524トン）、「熱田丸」（8,523トン）、「北野丸」（8,512トン）の3隻は船齢が25年を超えており、日本郵船はこの3隻を新造船で置き換えて船質改善を行うこととし、三菱重工業長崎造船所に新造大型貨客船2隻を発注した。こうして建造されたのが「靖国丸」と姉妹船の「照国丸」である。
「靖国丸」は1929年4月22日に起工され、1930年2月15日に進水し、同年8月31日に引き渡された。

## 特徴
「靖国丸」と「照国丸」はともにインド洋 、スエズ運河、地中海を経由するため、熱帯向けに最先端の空調と空気循環システムを備えていた。両船は当初、巡航速度18ノットの蒸気タービンエンジン用に設計されていたが、日本政府が国産技術のみを使用するように圧力をかけ、三菱・スルザー型ディーゼル機関2基を使用するように仕様変更がされた。これにより巡航速度は15ノットまで低下した。 

## 開戦まで
竣工した「靖国丸」は早速欧州航路に投入され、1930年（昭和5年）9月22日に横浜を出発し、四日市、大阪、神戸、門司、上海、香港、シンガポール、ペナン、コロンボ、アデン、スエズ、ポートサイド、マルセイユ、ジブラルタルに寄港し、目的地のロンドンに到着した。横浜に戻る際は、マルセイユではなくナポリに寄港し、1930年10月18日に横浜に帰港した。 
1933年（昭和8年）6月23日、「靖国丸」は香港近郊で沈没したジャンク船から5人の乗組員を救助した。 
1934年（昭和9年）4月5日、「靖国丸」はエジプト・ポートサイドにおいて、日本海軍巡洋艦「浅間」からの遭難の呼びかけに応え、虫垂炎患者を含む病人を運送した。 
1935年（昭和10年）3月12日、ロンドンに寄港した際、「靖国丸」の金庫から75ポンドの銀の延べ棒が盗難にあう事件が起こった
1936年（昭和11年）のベルリンオリンピック終了後、日本のオリンピック代表団帰国の際に使用された。 
1937年（昭和12年）11月16日、 「靖国丸」は欧州航路では船舶電話を備えた初の船舶となった。 
1938年（昭和13年）10月2日、宝塚少女歌劇団（現・宝塚歌劇団）初の海外公演となる第1回ヨーロッパ公演、及び防共協定調印1周年記念と銘打って、宝塚少女歌劇団がドイツ、イタリア、ポーランドを巡業する際に、組長:天津乙女、副組長:奈良美也子や室町良子ら計30名の選抜生徒達と衣裳係、道具係、関係者ら合計56名で構成された『訪独伊芸術使節団』を神戸港第四突堤からナポリへ運んだ。 
1939年8月、ベルリンの日本大使館は在留邦人の家族などに対して引き揚げ勧告を出した。同月22日に日本郵船の最後のハンブルク寄港船として入港した「靖国丸」は、同地で避難客187人を乗せて8月26日にベルゲンへ向け出港。ベルゲンでも日本人32人を乗せて「靖国丸」はニューヨークへ向かった。その時には第二次世界大戦が勃発しており、危険海域を迂回するため「靖国丸」は北上してからデンマーク海峡を通過して9月14日にニューヨークに到着。それからパナマ、ロサンゼルスを経て10月18日に横浜に到着した。
10月25日から海軍期間傭船として徴用されたが、12月11日に徴用を解かれた。 
英国沖合での「照国丸」沈没後、欧州航路は危険視され、「靖国丸」は横浜から神戸、門司、香港、ホノルル 、ヒロ 、サンフランシスコ、ロサンゼルス、マンサニージョ（メキシコ）、サリナ・クルス、カヤオ、イキケを経由してバルパライソを結ぶ南米航路に転配された
1940年（昭和15年）8月8日、「靖国丸」はコロンビアで雇われていたドイツ人パイロット30人をドイツへ帰国させる際に使用された

## 特設潜水母艦
1940年10月29日に「靖国丸」は海軍期間傭船として再び徴用され、翌30日に呉海軍工廠に入渠して艤装工事が行われた。続いて12月16日からは海軍裸傭船となり、同日呉鎮守府所管の特設潜水母艦となって、呉鎮守府部隊に配属された。
1941年（昭和16年）1月11日、艤装工事を完了した靖国丸は2月26日に中城湾を出港し、中国南部沿岸に進出。3月3日、高雄に到着。
12月7日に横須賀を出港してクェゼリンへ向かい、12月15日に到着。第六艦隊第一潜水戦隊旗艦として太平洋戦争を迎えた。12月20日、第一潜水戦隊に「平安丸」（11,614トン）が編入されたため、「靖国丸」は第三潜水戦隊に編入。
1942年（昭和17年）2月1日、クェゼリンはマーシャル・ギルバート諸島機動空襲を受ける。「靖国丸」は対空戦闘を行って15cm砲弾12発を発射するも、船尾に爆弾3発を受け小破。2月20日に「靖国丸」はクェゼリンを出港し、3月1日に呉に到着。修理を受ける。4月23日、修理を終えて呉を出港し、30日にトラック島に到着。5月2日、トラックを出港。3日0240北緯07度40分 東経153度45分 / 北緯7.667度 東経153.750度の地点で浮上した敵潜水艦を視認。5日、クェゼリンに到着。
8月6日に「靖国丸」はクェゼリンを出港し、9日にトラックに到着。11月16日に「靖国丸」はトラックを出港し、23日に呉に到着。
1943年1月から2月、「靖国丸」は陸軍部隊の輸送（丙一号輸送と丙三号輸送）に参加した。「靖国丸」などの丙一号輸送での任務は第二十師団主力の釜山からウェワクへの輸送、丙三号輸送での任務は第四十一師団主力の青島からウェワクへの輸送であった。「靖国丸」は集合地の釜山に1月6日に着いた。丙一号輸送では「靖国丸」は「筥崎丸」、「新玉丸」、駆逐艦「初雪」とともに第二輸送隊として1月8日に釜山を出発し、1月15日にパラオに到着した。1月18日、「靖国丸」はパラオ出港直後に座礁。1月19日に離礁して翌日ウェワクへ向かい、1月22日に到着した。「靖国丸」の輸送内容は人員1313名、車両7両、物件3968梱であった。次の丙三号輸送では「靖国丸」は「聖川丸」、駆逐艦「磯波」とともに第三輸送隊となった。2月7日に青島を出発し、パラオ到着後に輸送部隊の編制替えが行われて、第三輸送隊には「浮島丸」と駆逐艦「秋雲」、「長月」が加わった。また、パラオでは追加で陸軍部隊が乗せられた。第三輸送隊は2月21日にパラオを出発し、2月24日にウェワクに到着した。「靖国丸」の輸送内容は人員1571名、車両6両、物件9660梱であった。
3月20日、「靖国丸」は呉を出港。同日、宿毛湾泊地からやってきた「第46号哨戒艇」と会合し、護衛を受ける。21日2130、「第46号哨戒艇」が護衛を終了し、佐伯へ向かう。26日、駆逐艦「清波」と会合。27日0830、2隻はトラックに到着。
「香取」とともに日本本土へ向かった後、4月25日に空路トラックに戻った第六艦隊司令長官は、翌日「靖国丸」に将旗を掲げた。「香取」がトラックに戻ると、5月12日に将旗はそちらへ移された。
9月15日、第三潜水戦隊の解隊に伴い、第六艦隊付属となる。
12月5日1600、「靖国丸」は給糧艦「伊良湖」、軽空母「千歳」と共に第4205A船団を編成し、駆逐艦「天津風」、「雪風」、海防艦「御蔵」の護衛でトラックを出港。14日、船団は横須賀に到着。27日、「靖国丸」は横須賀から横浜へ移動。
1944年1月24日、「靖国丸」はトラックへ向けて横須賀を出港。「赤城丸」、「愛国丸」とともに駆逐艦「雷」、「満潮」、「白露」に護衛されて航行中、1月31日午前3時58分にトラック島北西約300マイル（北緯9度15分、東経147度13分）に於いて雷撃を受け、同4時ごろに沈没した。

「靖国丸」を沈めたのはアメリカ潜水艦「トリガー」で、その攻撃の様子は以下のとおりである。
31日0200、船団は北緯09度20分 東経147度20分 / 北緯9.333度 東経147.333度の地点で「トリガー」に発見された。「トリガー」は最初の攻撃で「吹雪型駆逐艦」に対して魚雷を3本ずつ計6本発射し、「2本の魚雷を命中させ、護衛艦はもうもうたる煙と残骸で見えなくなった」とする。そのうち、「白露」が迫ってきたので、「トリガー」は艦尾発射管から魚雷を4本発射したが、2本が「白露」の艦底を通過するなどで、これは命中しなかった。「トリガー」は態勢を立て直して船団に追いつき、0358に「靖国丸」に向けて魚雷を5本発射。うち2本が「靖国丸」に命中した。被雷した「靖国丸」は急速な浸水で5分もたたぬ間に沈没した。
乗員300名、便乗者888名が死亡した。この時「靖国丸」に乗っていた第二百二十二設営隊先発隊は396名中319名が戦死している。
1月31日、解用。
1944年（昭和19年）3月10日に除籍。

## 艦長

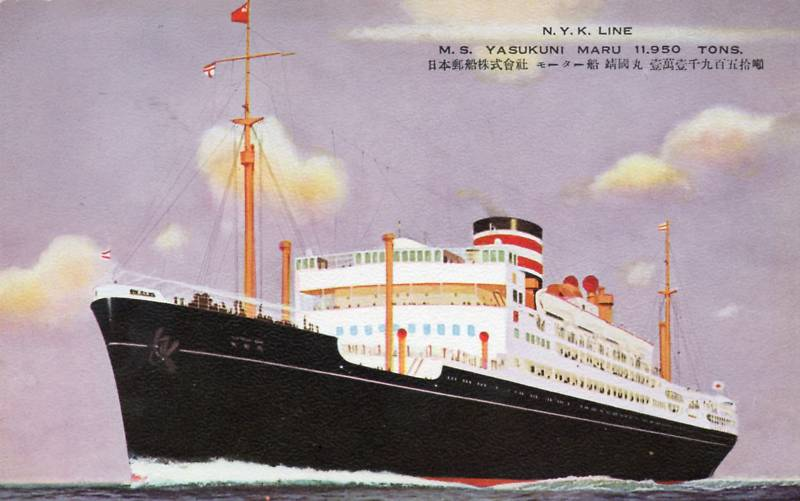
靖国丸 - 日本郵船の葉書（1930年代）

1. 関本織之助 大佐：1940年12月16日[39] - 1942年5月1日
2. 毛利良 大佐：1942年5月1日[40] - 1943年5月13日
3. 関禎 大佐：1943年5月13日[41] - 1944年1月31日 - 戦死。同日、海軍少将に特進。